# Better Love Next Time
"Better Love Next Time" is een nummer van Dr. Hook, uitgebracht als single in de herfst van 1979. Het was de eerste van drie singles van hun lp Sometimes You Win.

## Achtergrond
In de tekst troost en bemoedigt de zanger een rouwende en neerslachtige vriend die een geliefde heeft verloren, met de geruststelling dat "betere liefde" in de toekomst gevonden zal worden.
In de Verenigde Staten bereikte de single nummer 12 in de Billboard Hot 100 en stond 19 weken in de hitlijst. Het bereikte ook nummer 3 in de Adult Contemporary-hitlijst.